# The Key (Prison Break)
The Key este al  episod al serialului de televiziune Prison Break, al  al sezonului 1.